# Kellner
A Kellner foglalkozásnévből keletkezett német családnév, amely a Keller ‘pince’ szóból származik. Magyar jelentése ‘kulcsár’, ‘pincemester’, később ‘pincér.’

## Híres Kellner nevű személyek
- Alexander W. A. Kellner (1961) liechtensteini-brazíliai paleontológus
- Kellner Béla (1904–1975) orvos, onkológus, patológus, az MTA rendes tagja
- Kellner Bernát (1908–1996) könyvtáros, a Somogy Megyei Könyvtár állami díjas igazgatója
- Kellner Dániel (1895–1955) orvos, a rendszeres sportorvosi szolgálat megszervezője
- Kellner Ferenc (1932) ökölvívó, edző, sportvezető
- Friedrich Kellner (1885–1970) német katonai naplóíró
- Kellner Gyula (1871–1940) olimpiai bronzérmes atléta
- Kellner Jenő (1950) hétszeres magyar bajnok labdarúgó, hátvéd
- Kellner József (1908–1942) újságíró, kritikus
- Kellner József (1877–1943) villamosmérnök, feltaláló, gépészmérnök
- Kellner József (1936–) állatorvos
- Kellner Károly (1906–1996) Kárpáti Károly olimpiai bajnok birkózó eredeti neve
- Kellner László (1882–1944) Lakatos László író, újságíró, műfordító eredeti neve
- Kellner Sándor László (1893–1956) Korda Sándor filmrendező, producer eredeti neve
- Kellner Vince (1897–1979) Korda Vince díszlettervező, festőművész eredeti neve
- Kellner Zoltán (1895–1961) Korda Zoltán forgatókönyvíró, rendező, producer eredeti neve